# لارس بالک
لارس بالک (هلندی: Lars Balk؛ زادهٔ ۲۶ فوریهٔ ۱۹۹۶) بازیکن هاکی روی چمن اهل هلند است.